# H2O - Adaugă apă
Numele corect al acestui articol este H2O - Adaugă apă. Forma corectă nu apare din cauza unor restricţii tehnice.
H2O - Adaugă apă (engleză: H2O - Just Add Water), cunoscut și ca H2O - Doar adaugă apă sau simplu H2O, este un serial pentru adolescenți australian filmat în orașul Gold Coast de pe coasta de est a Australiei, din statul Queensland. Canalul original este Network Ten. În România, a fost difuzat pe Jetix și, ulterior, pe Disney Channel, fiind subtitrat în limba română. În prezent, serialul H2O nu se mai difuzează în România, dar mai poate fi urmărit pe YouTube dublat în română. În luna septembrie 2008, Chio a lansat o promoție despre acest serial, în România, numită „Păstrează secretul sirenelor”. În pungile de chipsuri Chio se puteau găsi abțibilduri cu personajele serialului care trebuiau lipite într-un catalog ce se distribuia gratuit în magazine. A fost unul dintre cele mai îndrăgite seriale pentru copii și adolescenți din România.

## Date despre serial
Serialul a fost difuzat în România pe Jetix și ulterior pe Disney Channel, fiind subtitrat în limba română. A fost difuzat de asemenea în Marea Britanie, Statele Unite ale Americii, Noua Zeelandă, Australia, Mexic, Spania, Rusia, Germania, Ungaria, Polonia și alte țări.
H2O - Adaugă apă este un serial de televiziune australian pentru copii și adolescenți care a fost filmat pe Gold Cost (Coasta de Aur), în estul Australiei, dar scenele de la școală au fost filmate la colegiul Somerset din Sydney. A fost difuzat pentru prima dată pe Network Ten în Australia, iar în trecut s-a difuzat pe Jetix respectiv Disney Channel ulterior în România precum și pe Nickelodeon, Cartoon Network și alte canale în peste 100 de țări. În serial este vorba despre trei adolescente, mai precis: Cleo, Emma și Rikki care se confruntă cu problemele obișnuite ale adolescenței dar și cu încă una, ceva mai complicată însă, mai exact devin sirene și capătă puteri speciale, supranaturale și unice asupra apei.
Cu toate că serialul fusese plănuit să aibă doar două sezoane (sau 52 episoade), producătorul Jonathan M. Shiff a confirmat faptul că al treilea sezon va fi realizat în 2008–2009, motivând afirmația cu potențialul pe care îl au acele puteri supranaturale deținute de 3 adolescente obișnuite. Astfel, sezonul 3 al serialului a debutat în Regatul Unit, pe Nickelodeon, în octombrie 2009. În România, premiera sezonului 3 a avut loc pe 6 martie, pe Disney Channel.

### Difuzare
- Network Ten
  - Australia
  - Noua Zeelandă
- Disney Channel
  - Europa
    - Polonia
    - România
    - Republica Moldova

  - Asia
    - China
    - Japonia
    - India
    - Hong Kong

  - Africa
    - Africa de Sud
    - Etiopia
    - Egipt
    - Kenya
    - Tunisia

  - Australia
- Jetix
  - Regiunea Polonia
    - Polonia
    - Cehia
    - Slovacia
    - Ungaria

  - Regiunea Rusia
    - Rusia
    - Ucraina
    - Bulgaria
    - Serbia
- Boomerang
  - Argentina
  - Brazilia
  - Bolivia
  - Columbia
  - Ecuador
  - Mexic
- Nickelodeon
  - Canada
  - Statele Unite
  - Regatul Unit
  - Irlanda
  - Spania
- ABC Familly
  - Canada
  - Statele Unite
- Antena 3 Spania
  - Spania
  - Andorra
- Kidz TV
  - Azerbaijan
  - Găgăuzia
  - Turcia
    - Republica Turcă a Ciprului de Nord
- Italia 1
  - Italia

### Premii și nominalizări
- Serialul a fost nominalizat în 2007 la Premiile Logice (premiile industriale ale televiziunii australiene), dar și la Premiile Kids Choice (premii acordate canalului Nickelodeon Marea Britanie pentru cel mai bun serial TV (votat de copii).

- În 2007, serialul a câștigat trofeul Jetix Kids Awards România, pentru cel mai îndrăgit serial Jetix.

### Pe Jetix
Pe Jetix, în România, episoadele H2O au fost difuzate unul câte unul. În 2008, s-a ajuns la ultimul episod din al doilea sezon. Numărul 4 pe 2008 al revistei Jetix Magazin a fost dedicat acestui serial.

### Disney Channel
De când Jetix s-a transformat în Disney Channel, serialul a fost difuzat doar de la ora 10:10 și 21:25 în fiecare zi, de luni până vineri. Premiera sezonului trei a avut loc sâmbătă, 6 martie 2010, dar de asemenea H20 a început din nou cu episoade noi din seria/sezonul 3 la data de 10.04.2010 la ora 10:10. În prezent serialul nu se mai difuzează în România dar poate fi urmărit dublat în română pe YouTube.

## Personaje

### Personaje principale
| Personaj     | Actrita     | Seria întâi | Seria a doua | Debut           |
| ------------ | ----------- | ----------- | ------------ | --------------- |
| Emma Gilbert | Claire Holt | 26 episoade | 25 episoade  | "Metamorphosis" |

Emma este o fire atletică și ambițioasă care își duce întotdeauna planurile la îndeplinire.Pusă în diferite situații,ea acționează cu foarte mare înțelepciune și se dovedește a fi o persoană de încredere Emma își dă seama că este diferită în momentul în care se duce să înoate și se transformă în sirenă. Puterea ei specială îi dă posibilitatea de a răci și de a îngheța apa și, mai târziu, de a stârni viscolul.Deși are uneori tendința de a-i domina pe cei din jur,în cele din urmă afecțiunea pentru prietenele ei este mai puternică decât propriile ambiții.
Holt nu a apărut în episodul "Codul Gracie, partea 1", dar este văzută într-o retrospectivă.
Holt va fi în sezonul 3 într-un singur episod , de asemenea a filmat filmul horror Messengers 2: Scarecrow '
| Personaj     | Actrita       | Seria intai | Seria a doua | Seria a treia | Debut           |
| ------------ | ------------- | ----------- | ------------ | ------------- | --------------- |
| Cleo Sertori | Phoebe Tonkin | 26 episoade | 26 episoade  | 26 episoade   | "Metamorphosis" |

Cleo este o fată destul de timidă,dar este mereu cu zâmbetul pe buze.Deși îi este frică de anumite lucruri cum ar fi apa, prietenele sale îi sunt alături mereu .După noaptea cu lună plină ea constată cu uimire,în timp ce face baie ,că i-a crescut o coadă imensă.Ea află că poate da apei orice formă și mai târziu poate controla vântul și poate determina apariția furtunii.
| Character      | Actrita      | Seria intai | Seria a doua | Seria a treia | Debut           |
| -------------- | ------------ | ----------- | ------------ | ------------- | --------------- |
| Rikki Chadwick | Cariba Heine | 26 episoade | 26 episoade  | 26 episoade   | "Metamorphosis" |

Rikki este cea mai îndrăzneață fată din grup,mereu dornică să descopere lucruri noi.A descoperit că este sirenă în momentul în care a fost udată de o stropitoare în timp ce se plimba în parc. Puterea ei constă în fierberea apei și ulterior descoperă că poate crea foc. Datorită personalității ei, Rikki intră mereu în bucluc,dar are mereu prezența de spirit și inteligența necesară,precum și două prietene bune.
| Personaj         | Actrita       | Seria a treia | Debut         |
| ---------------- | ------------- | ------------- | ------------- |
| Isabella Hartley | Indiana Evans | 26 episoade   | The Awakening |

Bella este o cântăreață, și a devenit sirenă de la vârsta de noua ani ,într-o peșteră din Irlanda.Apare abia în sezonul 3 când le întâlnește pe Rikki și Cleo,se îndrăgostește de Will,băiatul nou și îi spune adevărul despre ea.Îi spune că este singura sirenă,Will aflând de Rikki și Cleo mai târziu într-un accident,fiind salvat de Rikki.Îi spune să stea departe de ea când își dă seama că o place doar pentru faptul că este sirenă.Dar până la urmă Will a ajuns să o iubească cu adevărat pe Bella.
| Personaj        | Actor         | Seria intai | Seria a doua | Seria a treia | Debut           |
| --------------- | ------------- | ----------- | ------------ | ------------- | --------------- |
| Lewis McCartney | Angus McLaren | 26 episoade | 26 episoade  | 13 episoade   | "Metamorphosis" |

Lewis este cel mai bun prieten al fetelor.El este primul care află de adevărata identitate a fetelor.Datorită acestei prietenii și cu ajutorul lui Lewis, fetele reușesc să-și păstreze secretul.Este iubitul lui Cleo.În sezonul 2 o întâlnește pe Charlotte,dar renunță la ea când află că vrea să le distrugă pe fete.În sezonul 3 primește o bursă în America.

### Personaje secundare
| Personaj     | Actor             | Seria intai | Seria a doua | Seria a treia | Debut           |
| ------------ | ----------------- | ----------- | ------------ | ------------- | --------------- |
| Zane Bennett | Burgess Abernethy | 20 episoade | 7 episoade   | 24 episoade   | "Metamorphosis" |

Zane este un băiat bogat și răsfățat.El le creează fetelor multe probleme printre care ,el vrea să decopere cine sau ce creatură misterioasă a mării l-a salvat. El află secretul fetelor la sfârșitul seriei întâi,apoi devenind iubitul lui Rikki.În sezonul 3 se desparte de ea și vrea sa dezvăluie secretele Insulei Mako.
| Personaj      | Actor         | Seria a treia | Debut           |
| ------------- | ------------- | ------------- | --------------- |
| Will Benjamin | Luke Mitchell | 26 episoade   | "The Awakening" |

Will este un scufundator profesionist.Într-o seară cu lună plină el dezlănțuie o forță de necontrolat "apa",acest lucru dă peste cap puterile fetelor.El este iubitul lui Bella.El descoperă că Bella este sirenă în timp ce înota după ea.Acum el încearcă să afle tot adevărul despre insula Mako.Este aproape omorât de Zane la un concurs,aproape înecându-se,dar este salvat de Rikki,îndrăgostindu-se de ea.Mai târziu cade în bazinul cu lună.Nu se transformă în "sirenă" dar primește niște puteri incredibile.
| Personaj | Actor        | Seria a doua | Debut               |
| -------- | ------------ | ------------ | ------------------- |
| Ash Dove | Craig Horner | 10 episoade  | "Riding for a Fall" |

Ash este un instructor de echitație care ajunge în final să conducă Juice Net Cafe și printre care iubitul Emmei.El vede niște lucruri ciudate de când o cunoaște pe Emma dar nu le înțelege. În final Emma îi spune adevărul.
| Personaj       | Actrita        | Seria intai | Debut         |
| -------------- | -------------- | ----------- | ------------- |
| Louise Chatham | Christine Amor | 10 episodes | "Party Girls" |

Miss Chatham a fost în tinerețe o sirenă.Acum le arată fetelor cum să se descurce cu noua identitate ,ea le povestește ce s-a întâmplat în trecut între ea,Julia și Grace.
| Personaj     | Actor          | Seria a doua | Debut                      |
| ------------ | -------------- | ------------ | -------------------------- |
| Max Hamilton | Martin Vaughan | 4 episoade   | "The Gracie Code (Part 1)" |

Max ,în tinerețe, află despre Louise,Julia și Grace că sunt sirene.El încearcă să afle care a fost cauza,dar Grace,fosta lui iubită ,nu este de acord cu experimentele pe care le face pe Julia și Louise. El o pierde pe Grace, iar acum vrea să-l ajute pe Lewis cu cercetările despre Insula Mako și să nu o piardă pe Cleo.
| Personaj           | Actrita         | Seria a doua | Debut            |
| ------------------ | --------------- | ------------ | ---------------- |
| Charlotte Watsford | Brittany Byrnes | 24 episodes  | "Double Trouble" |

Ea este nepoata lui Grace.Când era mică, Grace îi povestea despre mări și sirene.Ea se îndrăgostește de Lewis, iubitul lui Cleo,și ajung într-un fel împreună.Ea descoperă o legătură dintre bunica ei și fetele,așa că face cercetări. Descoperă că bunica ei a fost sirenă și că poveștile pe care i le spunea erau adevărate. La fel, descoperă că Rikki,Emma și Cleo sunt sirene. Charlotte face cercetări și află că bunica ei a avut un iubit, pe Max, și acesta îi spune Secretul Sirenelor. Ea devine sirenă și în final pierde puterile datorită victoriei fetelor și a Lunii Pline de 50 de ani.

## Distribuția
- Cariba Heine - Rikki Chadwick

- Claire Holt - Emma Gilbert

- Phoebe Tonkin - Cleo Sertori

- Brittany Byrnes - Charlotte Watsford

- Angus McLaren - Lewis McCartney

- Burgess Abernethy - Zane Bennett

- Craig Horner - Ash Dove

- Indiana Evans - Bella

- Luke Mitchell - Will

- Taryn Marler - Sophie, Julia (sezonul 2)

- Jamie Timony - Nate

- Christine Amor - Domnișoara Chatham

- Cleo Massey - Kim Sertori

- Alan David Lee - Don Sertori

- Deboarah Coulls - Bev Sertori

- Trent Sullivan - Elliot Gilbert

- Jared Robinsen - Neil Gilbert

- Caroline Kennison - Lisa Gilbert

- Andy McPhee - Terry Chadwick

- Tiffany Lamb - Annette Watsford

- Ariu Lang Sio - Wilfred

- Christopher Poree - Byron

- Annabelle Stephenson - Miriam

- Alice Hunter - Tiffany

- Andrea Moor - Doamna Geddes

- Nicole Downes - Dublura Emmei

- Teri Haddy - Tânăra Louise Chatham

- Ashleigh Brewer - Gracie

- Amrita Tarr - Julia (sezonul 1)

- Matthew Scully - Tânărul Max

- Steven Tandy - Hendrix

- Craig Marriott - Frank

- Scott Mclean - Nate-dublura

- Yasca Sinigaglia - Zane-dublura

- Martin Challis - Humphries

- James Stewart - Băiatul cu fructele

- Tim McDonald - Băiatul cu pâinea

- Tim Amos - Băiatul # 1

- Tom Calder - Băiatul # 2

- Dominic Deutscher - Băiatul # 3

- Ian Greenleaf - Zane-dublura de windsurf

- Chester Whiting - Băiatul din filmul lui Lewis

- Paul Bishop - Mitch

- Jade Paskins - Angela

- Jenna Hudson - Libby

- Liam Pierce - Gardianul

- Scott Mcrae - Polițistul

## Episoade
Serialul este compus din 3 sezoane a câte 26 de episoade fiecare (toate episoadele au fost difuzate). În România serialul a început să fie difuzat în toamna anului 2007, pe Jetix. Al doilea sezon a debutat pe Jetix în martie 2008, terminându-se în octombrie. Al treilea sezon a avut premiera pe Nickelodeon, în Marea Britanie pe 28 octombrie 2009. În Australia va debuta în primăvara lui 2010. Data premierei românești este 6 martie 2010.

## Revista H2O - Adaugă apă
În luna mai a anului 2009, editura Media Service Zawada a lansat o revistă lunară dedicată serialului. 

### Alte Versiuni
Versiunea Românească a revistei se distribuie și în Bulgaria și Moldova.
- Versiunea originală, bazată 100% pe serial, a apărut prima dată la 1 aprilie 2008, în Australia.
- Altă versiune australiană a apărut prima dată în luna august din 2009
- O altă versiune a fost produsă pentru Japonia, China și Coreea, începând cu 15 aprilie 2009.
- În Franța se va realiza o revistă „H2O - Les Sirenes de la Cote d'Or”, în toamna anului 2009
- DeAgostini va produce o versiune educativă a revistei, pentru Grecia, Italia și posibil România, în 2010.